# Paolo Marzocchi
Paolo Marzocchi (Pesaro, 14 maggio 1971) è un pianista e compositore italiano.

## Biografia
Nato a Pesaro, ha studiato al conservatorio "Gioachino Rossini" diplomandosi in pianoforte, composizione e musica elettronica.
Negli ultimi anni esegue prevalentemente proprie composizione insieme a brani del repertorio classico.
La sua attività ha toccato numerosi e diversi ambiti: dalle installazioni audiovisive, alle colonne sonore per film e documentari sperimentali, fino alla composizione pura. Fondamentale l'incontro con il maestro Salvatore Sciarrino, di cui si sentono chiare influenze in particolare nei pezzi giovanili.
Ha collaborato con numerosi artisti, tra i quali i direttori Michele Mariotti, Johannes Wildner, Diego Matheuz, Ryan McAdams, Ayyub Guliyev, Carlo Tenan, Francesco Lanzillotta, i musicisti Alessio Allegrini, Danusha Waskiewicz, Edicson Ruiz, Avi Avital, il tenore Juan Diego Florez, i videoartisti Stefano Franceschetti e Cristiano Carloni, il poeta Gianni D'Elia, i registi Chiara Sambuchi, Michal Kosakowski, lo scrittore Goran Mimica, il regista Henning Brockhaus, il critico e scrittore Guido Barbieri.
Nel 2008 Marzocchi è stato curatore della prima edizione critica dell'opera integrale per pianoforte di Julius Reubke.
Ha insegnato "Comunicazione Musicale", "Sound Design" e "Musica per i media" presso l'Università degli studi di Macerata presso l'Accademia di Belle Arti di Macerata e di Urbino.

## Opere
- Piccolo studio per archi, per orchestra d'archi, 1995
- Cetus, per due voci ensemble, testo di Mario Luzi, 1996.
- Finis Terrae, per orchestra, 2000.
- Peristalsi, per ensemble, 2000.
- Die Fliegenden Schatten, per pianoforte, 2001.
- Presso la Quercia di Herne, per pianoforte, 2001.
- Musica e progetto per lo spettacolo teatrale “Le storie di Valbruna”, con disegni di Enzo Fabbrucci, 2001.
- Vespro (parte delle Sette meditazioni sulla forma della Notte), per orchestra, 2002.
- Bonsai, per orchestra di bambini, 2003.
- Studio sulla Balena, per violino e pianoforte, 2004.
- Musica per il cortometraggio "Wait a Minute", di Michal Kosakowski, 2004.
- Cadenza concertante per il terzo concerto per pianoforte e orchestra di Beethoven, 2005.
- Musica per Ultima Scena, di Cristiano Carloni e Stefano Franceschetti, 2005.
- I fuochi di Sant'Elmo (secondo studio sulla Balena), per quartetto di sassofoni, 2006.
- Musica per "Just Like The Movies", di Michal Kosakowski, 2006.
- Piccolo concerto albanese, per pianoforte e orchestra, 2006.
- Colonna sonora per il film "Die Baghdadbahn", diretto da Roland May, 2006.
- Colonna sonora per il film "The Shadow Within", diretto da Silvana Zancolò, 2007.
- Variazioni Inverse sul Peccato Originale, per orchestra, 2008.
- Colonna sonora per il film "Wrong Planet", diretto da Chiara Sambuchi, 2008.
- Colonna sonora per film "The Heart of It", diretto da Michal Kosakowski, 2008.
- Cinque canti di Scutari per pianoforte, 2008.
- L'Albero, per orchestra e coro da camera, 2008.
- Five Albanian Folk Songs, per pianoforte, 2009
- Encore, per orchestra, 2009
- Fantasia dell'assenza, per pianoforte, orchestra e arpa a bicchieri, prima versione: 2009, riscritto completamente nel 2014
- La meccanica del Ruscello, per orchestra di scuola e quintetto d'archi, 2010
- La balena - scena lirica per baritono e ensemble, 2010
- i quattro elementi, per orchestra, 2011
- Pranvera, per orchestra e coro giovanili ed ensemble di professionisti, 2012
- Colonna sonora per il film "Zero Killed" di Michal Kosakowski, 2012
- Hózhó, per orchestra e coro giovanili ed ensemble di professionisti, 2013
- I cristalli di Gabrieli, per violino e violoncello, 2013
- Quattro variazioni in forma di cadenza sulla seconda rapsodia di Liszt, per pianoforte, 2013
- Wiegenlied für Franz, per ensemble, 2014
- Luna Lunedda, per coro e orchestra scolastica e quintetto di fiati, 2014
- Il viaggio di Roberto, azione musicale in un atto su libretto di Guido Barbieri, 2014
- La danza, per mandolino, tenore e orchestra (orchestrazione dell'omonimo brano di Gioachino Rossini), 2014
- Gioco di società - rendering del progetto sinfonico di Francesco Spina, per orchestra, 2015
- O pazzo desire!, per orchestra, 2015
- La luna di giorno, per viola e contrabbasso, 2015

## Colonne sonore
- Parsifal, regia di Marco Filiberti (2021)